# Rotana Tarabzouni
Rotana Tarabzouni (c. 1988) es una cantante, compositora y comediante saudí radicada en Los Ángeles, que fue incluida en la lista BBC de las 100 mujeres más influyentes del año 2015.

## Trayectoria
Tarabzouni es de una familia bastante liberal en Dhahran, Arabia Saudita. Desde muy joven disfrutaba de la música y el canto. Aunque su acceso a la música occidental era restringida, su familia escuchaba una estación de radio que reproducía música estadounidense, así como artistas como The Beatles, Led Zeppelin, Pink Floyd y Nina Simone. Iba a los Estados Unidos durante los veranos y pudo comprar CD de música norteamericana. Tarabzouni estudió inicialmente en una universidad saudí y después en Boston. Posteriormente se matriculó en la Universidad del Sur de California para realizar su maestría.
Después de graduarse de la universidad, Tarabzouni comenzó a trabajar para Saudi Aramco. Eventualmente decidió dejarlo y dedicarse a la música como carrera. Posteriormente se mudó a Los Ángeles en enero de 2013 para tener mejor acceso a las actuaciones y sellos discográficos. En 2016, Tarabzouni regresó a Medio Oriente para actuar en NYU Abu Dhabi. En 2020, Tarabzouni realizó un espectáculo unipersonal titulado Alien of Extraordinary Ability (AOEA). La actuación recurrió a la  música y la palabra hablada reproduciendo el transcurso de la vida deTarabzouni hasta que se mudara a los Estados Unidos. Esta función duró poco debido a las restricciones provocadas por la pandemia de COVID-19. En 2021, Tarabzouni lanzó una serie web de comedia sobre educación sexual llamada F*D & Blessed. Intentó abordar temas que a menudo se pasan por alto o de los que no se habla en la mayoría de las comunidades musulmanas y de Oriente Medio. Un episodio del programa contó con la comediante y actriz Dina Shihabi.
Tarabzouni ha sido criticada en el Oriente Medioa lo largo de su carrera por sus opiniones políticas, sus elecciones de vestimenta y por su decisión de cantar en público. En 2013, Tarabzouni filmó un video musical con una versión de Team de Lorde para llamar la atención sobre la Campaña de Conducción de Mujeres, que tenía como objetivo revocar la prohibición del gobierno saudí a que las mujeres condujesen; y recibió amenazas de muerte por ello. Ha sido criticada por combinar sus actuaciones musicales con la religión; durante una actuación en Arizona, por ejemplo, terminó su actuación con una recitación del Corán, lo que provocó críticas en línea de quienes consideraron el acto como blasfemo.

## Reconocimientos
En 2015, fue nombrada una de las 100 mujeres de la BBC.

## Discografía

### Álbumes
- Extraterrestre con habilidades extraordinarias (2021)[9]
- Apertura (2023)

### Individual
- "Papá" (2017)[7]
- "La cura" (2017)[7]
- "Pecar otra vez" (2020)
- "Atrapado en América" (2020)
- "Muerte necesaria" (2021)
- "Doce" (2021)[9]
- "Atubu" (2023)